# سنب كاي
الملك سنب كاي، ملك فرعوني، مؤسس الأسرة السادسة عشر من عصر الانتقال الثاني. وأحد ملوك أسرة أبيدوس التي حكمت مصر - في القرن السابع عشر قبل الميلاد -  في عصر الانتقال الثاني عام 1650 قبل الميلاد ، يرجح المؤرخين والأثريين أنها فترة تاريخية غير مستقرة في مصر ، (نحو 1786-1567 قبل الميلاد) عندما كانت مقسمة إلى ممالك محلية.

## الأكتشاف

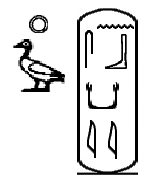
خرطوش سنب كاي

حقق الأكتشاف بعثة جامعة بنسلفانيا الأمريكية، بالتعاون مع وزارة الآثار  من خلال الكشف عن مقبرة الفرعون الجديد في جنوب منطقة أبيدوس الأثرية بمحافظة سوهاج، مصر. ووجدت البعثة اسمه «سنب كاي»، والذي يظهر لأول مرة في التاريخ المصري القديم منقوشاً بالكتابات الهيروغليفية داخل خرطوش ملكي. (والخرطوش عبارة عن لوحة صخرية تحمل اسم الملك).
تقع المقبرة بالقرب من مقبرة الملك (سوبك حوتب) 1780 ق. م. من عصر الأسرة الثالثة عشر، ويعتقد أن الملك «سنب كاي» تعود مقبرته لعصر أسرة يطلق عليها (أسرة أبيدوس) والتي ذكرها العالم الأثري (كيه. ريهولت).

### داخل المقبرة
كشفت البعثة داخل المقبرة، التي استخدم في بنائها كتل حجرية أعيد استخدامها من عصر الدولة الوسطى، بقايا تابوت خشبي بداخله بقايا الهيكل العظمى للملك في حالة سيئة، ومن المحتمل أن طول الجسم كان يبلغ حوالي 1.85 م ، حوالي ستة أقدام تقريباً، كما كشف عن الأواني الكانوبية التي كانت تستخدم لحفظ أحشاء المتوفى، ولم يعثر على أي أثاث جنائزي بالمقبرة مما يؤكد تعرضها للسرقة في العصور الفرعونية قديماً.
وذكر رئيس البعثة الأمريكية، جوزيف واغنر، أن فترة حكم الملك يكتنفها الغموض، لعدم توافر أية معلومات عنها، حتى تم الكشف عن مقبرته، كما أن تواضع حجم المقبرة يدل على تدهور الحالة الاقتصادية في تلك الفترة.

## سبب الوفاة

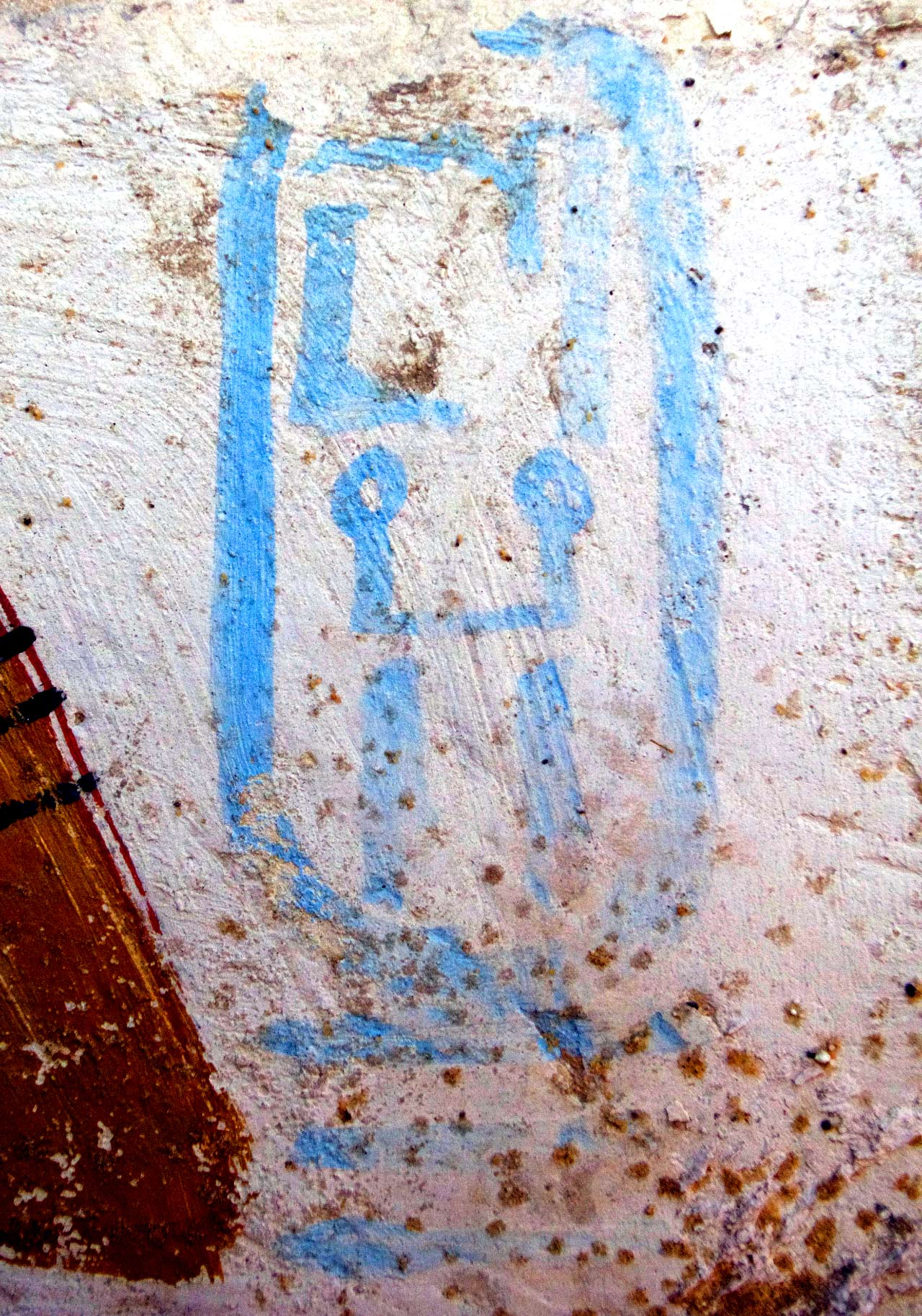
خرطوش الملك سنب كاي المكتشف حديثا.

أكدت وزارة الأثار المصرية بالتعاون مع علماء في جامعة بنسلفانيا الأمريكية أن سبب وفاة الملك سنب كاي، هو هجوم شرس تعرض له خلال أحد المعارك تسبب في إصابته بالعديد من الجروح التي أودت بحياته. كما أكدوا، أن البعثة توصلت إلى هذه النتائج من خلال الدراسة المبدئية التي أجرتها على الهيكل العظمي للملك والذي تم العثور عليه داخل مقبرته المكتشفة على يد البعثة بمنطقة «أبيدوس» الأثرية بمحافظة سوهاج.
وأشار الباحثون إلى أن الدراسات المبدئية على الهيكل أظهرت ثمانية عشر جرحًا اخترق عظام الملك، بالإضافة إلى قطوع رأسية بأقدامه وكاحليه والجزء السفلي من الظهر، إلى جانب العديد من الضربات بالجمجمة ما يرجح وفاة الملك خلال أحد المعارك المصرية القديمة، وأضافت أن الدراسات أفادت أيضًا بأن الملك توفي في سن مبكرة تتراوح ما بين 35 و 49 عامًا على أكثر تقدير، كما قدر العلماء طول قامة الفرعون بـ 180.
ولفتت إلى أنه من غير الواضح حتى الآن إن كان الملك توفى في معركة ضد الهكسوس الذين سيطروا على مصر الشمالية في تلك الفترة من عدمه، معلقين بأنه في حالة إثبات ذلك من خلال الدراسات المستقبلية سيكون «سنب كاي» هو أول الملوك الأبطال المعروفين لديهم اللذين قتلوا في سبيل تحرير مصر من الهكسوس.
وقال جوزيف وجنر، رئيس بعثة جامعة «بنسلفانيا» العاملة بـ«أبيدوس»، إن الإصابات الظاهرة على الهيكل تشير إلى أن واقعة وفاة الملك كانت قاسية إلى درجة كبيرة، لافتًا إلى أن الضربات الظاهرة بالجمجمة تحديدًا توضح قياسات الفؤوس المستخدمة في تلك المعركة والتي تميز بها عصر الانتقال الثاني.
وأشارت ماريا روسادو، عضو فريق العمل، إلى أن زاوية واتجاه جروح الملك ترجح أنه كان في مكان مرتفع عند إصابته كما تشير إلى أنه كان على مقربة من مهاجميه لحظة وقوع الحادث، وأضافت أن الضربات التي وجهت إلى كاحلي الملك وأقدامه والجزء السفلي من الظهر توضح بدرجة كبيرة الطريقة التي استطاع من خلالها مهاجموه إسقاطه على الأرض، كما يتضح أنه قُتِل على مسافة كبيرة من مقر إقامته وهو ما يظهر من خلال جسد الملك والذي يبدو أنه حُنط بعد فترة كبيرة من وفاته.

## أسرة أبيدوس
بدأ عصر الانتقال الثاني نحو عام 1786 قبل الميلاد واستمر حتى عام 1567 قبل الميلاد  وشهد غزو الهكسوس لمصر حتى تمكن أحمس الأول  من تكوين جيش وطني وطردهم وأسس الأسرة الثامنة عشرة (1567-1320 قبل الميلاد).
قال وزير الأثار المصري: إن «هذا الكشف يعد من أهم الاكتشافات، التي تلقي الضوء على أسرة أبيدوس»، التي حكمت مصر خلال تلك "الفترة العصيبة، كما يساعد على كشف المزيد من التاريخ السياسي والاجتماعي في مصر أثناء عصر الانتقال الثاني، وعلى معرفة التسلسل التاريخي لملوك هذه الأسرة".

## انظر ايضًا
- أسرة مصرية ثالثة عشر
- قائمة ملوك مصر (أبيدوس)